# 15199 Rodnyanskaya
15199 Rodnyanskaya este un asteroid din centura principală de asteroizi.

## Descriere
15199 Rodnyanskaya este un asteroid din centura principală de asteroizi. A fost descoperit pe 19 septembrie 1974 la Observatorul de Astrofizică din Crimeea de Liudmila Cernîh. Asteroidul prezintă o orbită caracterizată de o semiaxă mare de 2,22 ua, o excentricitate de 0,16 și o înclinație de 2,9° în raport cu ecliptica.